# شيرمان كينت
شيرمان كينت (بالإنجليزية: Sherman Kent)‏ هو مؤرخ أمريكي، ولد في 6 ديسمبر 1903 في شيكاغو في الولايات المتحدة، وتوفي في 11 مارس 1986 في واشنطن العاصمة في الولايات المتحدة.